# Cash (nome)
Cash  è un nome proprio di persona inglese maschile.

## Origine e diffusione
Il nome deriva da un cognome che indicava un fabbricante di scatole, chiamate nel francese parlato dai Normanni casse. Il prenome può inoltre essere un ipocoristico del prenome Cassius.
Negli anni settanta del XIX secolo, il nome risultava essere particolarmente diffuso nel Kansas.
Il nome fu quindi "riscoperto" a partire dal 2003, anno in cui morì il cantante country Johnny Cash.
Nel 2014 risultò essere il 275º nome maschile più diffuso negli Stati Uniti.

## Onomastico
Il nome è adespota. Le persone che portano questo nome possono quindi festeggiare il proprio onomastico il 1º novembre, giorno dedicato alla festa di Ognissanti.